# Weinbergsäule

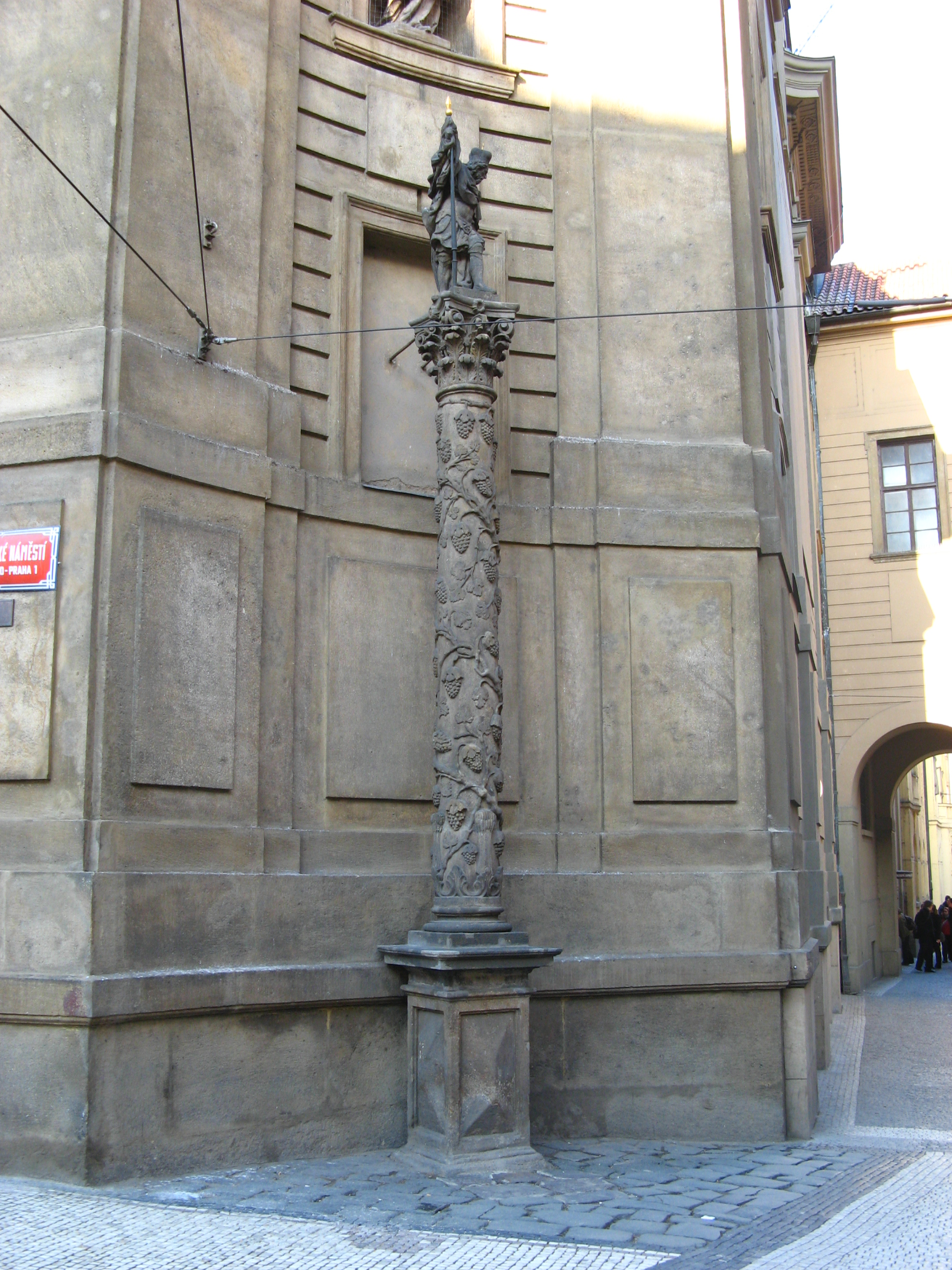
Weinbergsäule

Die Weinbergsäule (tschechisch: vinařský sloup oder viniční sloup) am Kreuzherrenplatz in der Prager Altstadt ist eine frühbarocke Sandsteinsäule mit einer Statue des heiligen Wenzels, ein Werk des Bildhauers Johann Georg Bendl aus dem Jahr 1676.

## Geschichte und Beschreibung

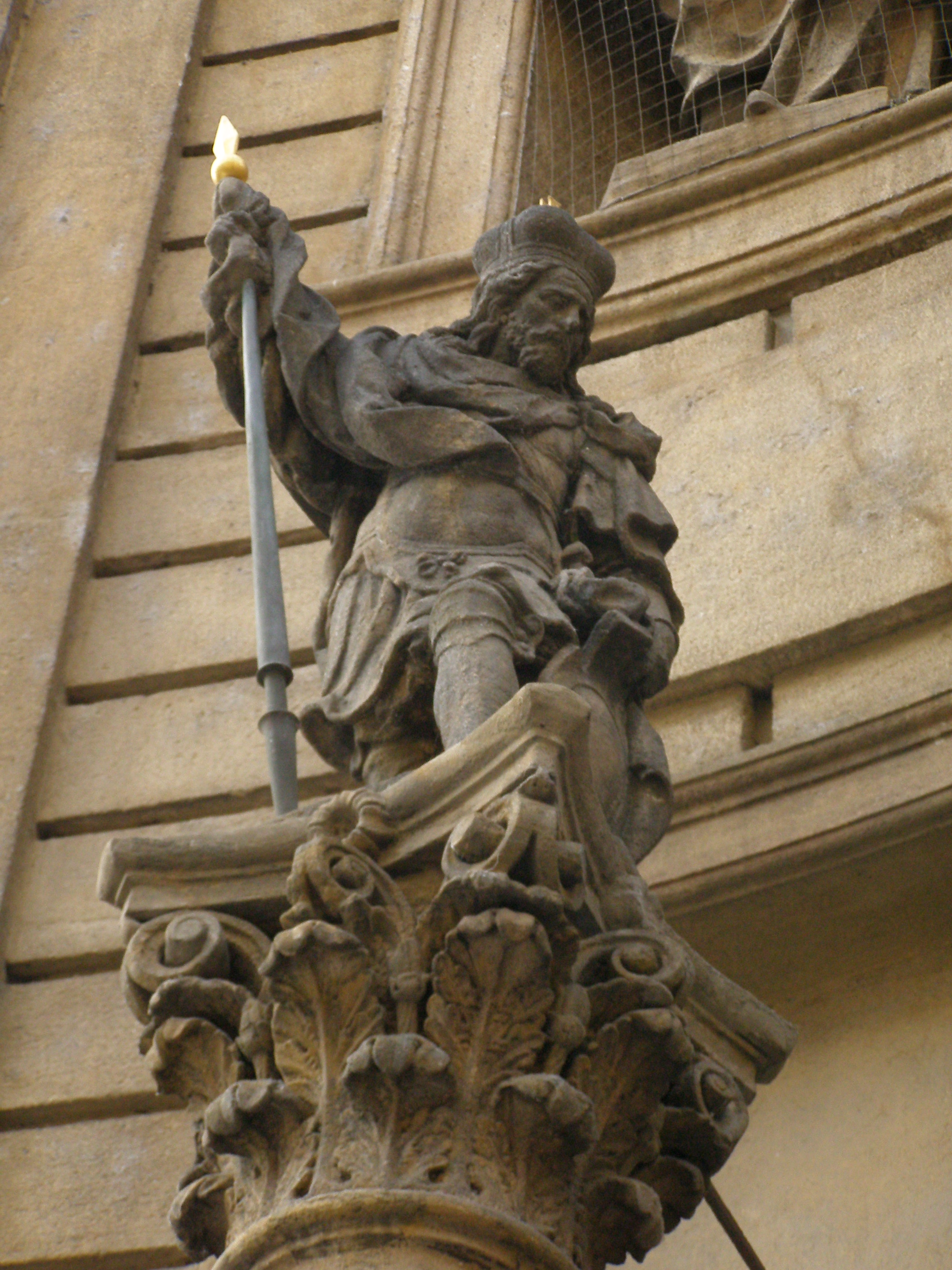
Detail: Säulenkopf mit der Wenzelstatue

Die Weinbergsäule steht recht unauffällig in einer konkav geformten Ecke der Kirche des heiligen Franz von Assisi. Die Pflastersteine um den Sockel stammen von der ehemaligen Judithbrücke, es ist wahrscheinlich die älteste Straßenpflasterung in Prag. Die Weinbergsäule und die Pflasterung sind ein Kulturdenkmal der Tschechischen Republik.
Auf einem hohen Sockel steht eine schlanke Säule, um die sich Weinreben voller Trauben winden. Die Säule endet mit einem korinthischen Kopf, auf dem der heilige Wenzel in Rüstung und mit einer Fürstenkrone steht. In seiner Rechten hält er einen Speer mit einem Banner, seine Linke stützt sich auf ein Schild. (Eine ähnliche, ältere Bendl-Statue des heiligen Wenzel aus dem Jahr 1662 befindet sich in einer Wandnische an der Ecke der Alten Propstei auf der Prager Burg.) Fürst Wenzel gilt als Schutzpatron der Winzer. Die Legende erzählt, dass er eigenhändig Wein für die Messe kelterte.
Der Sockel, der Schaft und der Kopf der Säule sowie die Statue selber bestehen aus einem harten Sandstein aus dem mittelböhmischen Ort Kamenné Žehrovice. Dank der Langlebigkeit dieses Materials hat das Kunstwerk der aggressiven Atmosphäre Prags seit mehr als drei Jahrhunderte standgehalten.
Die Säule wurde am 28. Oktober 1676 geweiht. Sie stand ursprünglich in der Nähe des Altstädter Brückenturmes vor dem Gebäude der Prager Weinbergverwaltung auf dem Kreuzherrenplatz. Das bestätigten archäologische Funde bei der Neugestaltung des Platzes. Die Weinbergverwaltung kümmerte sich um die Prager Weinberge und beaufsichtigte die Winzer und Schankwirte. Im Jahr 1783 hat Kaiser Joseph II. dieses Amt aufgelöst. Da die Säule den Zugang zur Karlsbrücke behinderte, wurde sie 1778 zum damaligen Wachhaus verlegt und 1847 dann im Rahmen der Umbauten von Kreuzherrenplatz an ihren jetzigen Standort gebracht.